# Jabreilles-les-Bordes
Jabreilles-les-Bordes è un comune francese di 275 abitanti situato nel dipartimento dell'Alta Vienne nella regione della Nuova Aquitania.

## Società

### Evoluzione demografica
Abitanti censiti